# Governo Szydło
Il Governo Szydło è stato il diciottesimo governo della Polonia, in carica, per un totale di 2 anni e 3 settimane e 4 giorni, dal 16 novembre 2015 all'11 novembre 2017, durante l'ottava legislatura del Sejm e la nona legislatura del Senato.
Si tratta del primo governo polacco, dal 1989, ad aver goduto della maggioranza assoluta monocolore dei seggi in Parlamento.

## Storia
Guidato dalla Presidente del Consiglio dei ministri conservatrice Beata Szydło, questo governo era formato e sostenuto da una coalizione fra Diritto e Giustizia (PiS), Polonia Solidale (SP) e La Polonia Insieme (PR), che insieme disponevano di 235 deputati su 460, ovvero il 51,1% dei seggi della Camera, e di 62 senatori su 100.
Formatosi in seguito alle elezioni parlamentari del 2015, succedette  al governo guidato dalla liberale Ewa Kopacz, sostenuto da Piattaforma Civica (PO) e dal Partito Popolare Polacco (PSL).
Durante lo scrutinio, il PiS e i suoi due alleati ottennero il 37,6% dei voti, contro il 24,1% della PO e il 5,1% del PSL, i quali elessero soltanto 154 deputati e 35 senatori; l'impossibilità da parte della coalizione socialdemocratica di superare la soglia elettorale richiesta comportò la cessione alla destra conservatrice della maggioranza assoluta alla Camera. Di conseguenza, il 9 novembre Szydło, insieme al presidente del PiS Jarosław Kaczyński, presentò alla stampa la composizione del futuro Governo.
Il 12 novembre Kopacz rimise le dimissioni nelle mani del presidente della Repubblica Andrzej Duda, e il giorno successivo questi incaricò Szydło di formare il nuovo esecutivo, che verrà presentato al capo di Stato e presterà giuramento il 16 novembre successivo. Per il nuovo governo, formato da ventitré ministeri, di cui cinque senza portafoglio, vennero creati il Ministero dello  Sviluppo (dall'unione di quelli dell'Economia e delle Infrastrutture e Trasporti) e il Ministero dell'Economia marittima, mentre furono riassegnate le competenze per la funzione pubblica al Ministero dell'Interno; all'interno della compagine vennero rinominati sei ex ministri, tra cui Jarosław Gowin, ministro della giustiza con il liberale Donald Tusk.
Il 19 novembre l'esecutivo ottenne la fiducia alla Camera, con 238 favorevoli, 202 contrari e 16 astenuti.

### Sostegno parlamentare
| Camera | Collocazione | Partiti                                            | Seggi     |
| ------ | ------------ | -------------------------------------------------- | --------- |
| Sejm   | Maggioranza  | PiS (235)                                          | 235 / 460 |
| Sejm   | Opposizione  | KO (138), Kukiz'15 (42), .N (28), PSL (16), MN (1) | 225 / 460 |

## Composizione
Diritto e Giustizia (PiS)
     Polonia Solidale (SP)
     Partito Repubblicano (PR)
     Indipendenti (IND)
| Carica | Titolare | Titolare | Titolare                               | Partito |
| --- | -------- | -------- | -------------------------------------- | ------- |
| Presidente del Consiglio |          |          | Beata Szydło                           | PiS     |
| Primo Vice-Presidente del Consiglio Ministro della cultura e del patrimonio nazionale                                                             |          |          | Piotr Gliński                          | PiS     |
| Secondo Vice-Presidente del Consiglio Ministro della scienza e dell'istruzione superiore                                                          |          |          | Jarosław Gowin                         | PR      |
| Terzo Vice-Presidente del Consiglio Ministro dello sviluppo                                                                                       |          |          | Mateusz Morawiecki                     | PiS     |
| Ministro delle infrastrutture e dei lavori pubblici                                                                                               |          |          | Andrzej Adamczyk                       | PiS     |
| Ministro dello sport e del turismo |          |          | Witold Bańka                           | IND     |
| Ministro dell'interno e dell'amministrazione |          |          | Mariusz Błaszczak                      | PiS     |
| Ministro dell'economia marittima |          |          | Marek Gróbarczyk                       | PiS     |
| Ministro del tesoro di Stato (fino al 31/12/2016)                                                                                                 |          |          | Dawid Jackiewickz (fino al 15/09/2016) | PiS     |
| Ministro del tesoro di Stato (fino al 31/12/2016)                                                                                                 |          |          | Henryk Kowalczyk (dal 21/09/2016)      | PiS     |
| Ministro dell'agricoltura e dello sviluppo rurale                                                                                                 |          |          | Krzysztof Jurgiel                      | PiS     |
| Ministro della difesa nazionale |          |          | Antoni Macierewicz                     | PiS     |
| Ministro della Sanità |          |          | Konstanty Radziwiłł                    | PiS     |
| Ministro della famiglia, del lavoro e delle politiche sociali                                                                                     |          |          | Elżbieta Rafalska                      | PiS     |
| Ministro della digitalizzazione |          |          | Anna Streżyńska                        | IND     |
| Ministro delle finanze |          |          | Paweł Szałamacha (fino al 28/09/2016)  | IND     |
| Ministro delle finanze |          |          | Mateusz Morawiecki (dal 28/09/2016)    | PiS     |
| Ministro dell'ambiente |          |          | Jan Szyszko                            | PiS     |
| Ministro senza portafoglio Ministro dell'energia                                                                                                  |          |          | Krzysztof Tchórzewski                  | PiS     |
| Ministro degli affari esteri |          |          | Witold Waszczykowski                   | PiS     |
| Ministro della pubblica istruzione |          |          | Anna Zalewska                          | PiS     |
| Ministro della giustizia |          |          | Zbigniew Ziobro                        | SP      |
| Ministro senza portafoglio Coordinatore delle forze speciali                                                                                      |          |          | Mariusz Kamiński                       | PiS     |
| Ministro senza portafoglio Direttore della cancelleria del presidente del Consiglio dei ministri                                                  |          |          | Beata Kempa                            | PR      |
| Ministro senza portafoglio Presidente del comitato permanente del governo                                                                         |          |          | Henryk Kowalczyk                       | PiS     |
| Ministro senza portafoglio Direttore del gabinetto politico del presidente del Consiglio dei ministri Portavoce del governo (fino all'08/01/2016) |          |          | Elżbieta Witek                         | PiS     |